# Nordeste Independente

Bandeira utilizada pelo grupo

O Nordeste Independente (NEI) é uma organização que busca a independência da Região Nordeste do Brasil. É representada pelo economista, engenheiro e professor universitário Jacques Ribemboim, o qual promove o separatismo nordestino desde a década de 1990. Em 2017, o grupo possuía cerca de 57 membros.

## História
A ideia do movimento surgiu no final da década de 1990, em uma turma de mestrado em Economia da Universidade Federal de Pernambuco.

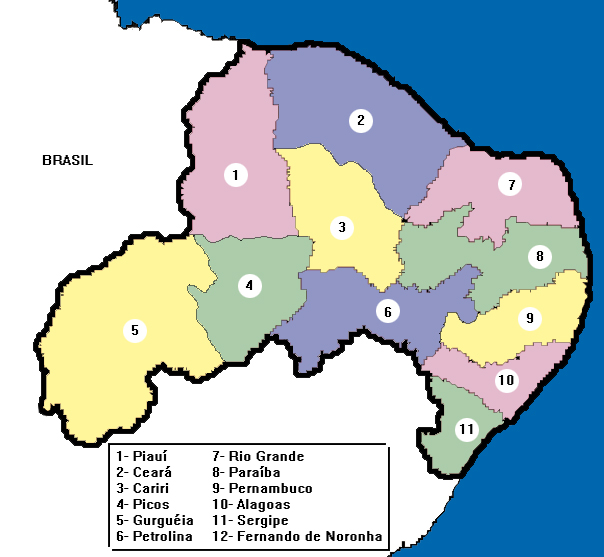
Mapa da República do Nordeste proposta pelo Gesni

Entre 1992 e 1994, Jacques Ribemboim criou o Grupo de Estudos sobre o Nordeste Independente (Gesni), cujas ideias são apresentadas no livro de sua autoria Nordeste Independente. O Gesni propunha a secessão e unificação dos estados nordestinos, com exceção da Bahia e do Maranhão, devido às "diferenças culturais" entre essas regiões e o restante do Nordeste. A nova nação seria dividida em 12 estados e receberia o nome de "República do Nordeste". Posteriormente, o Gesni foi sucedido pelo NEI.
Entretanto, há divergências quanto à alegada distinção cultural da Bahia em relação ao restante da região. Diversos estudos históricos apontam que a Bahia exerceu papel formativo no Nordeste, especialmente durante o ciclo do gado, quando a Casa da Torre, no Recôncavo baiano, dominou grande parte do sertão nordestino, lançando os fundamentos da pecuária interiorana e do ofício do vaqueiro (vaqueiro nordestino). Além disso, um ritmo comum no nordeste a partir do século XIX denominado baiano ou baião (que tem sua origem na Bahia) influenciou fortemente a música nordestina, foi urbanizado, e popularizado pelo Luiz Gonzaga e Humberto Teixeira, sendo o principal precursor do gênero do forró. A religião afro-brasileira e o sincretismo do candomblé (xangô) também tiveram difusão regional a partir da Bahia.
Em 2016, o NEI e outros movimentos separatistas no Brasil receberam notoriedade após a conclusão do referendo do Brexit. Nas redes sociais, o grupo começou a ser chamado de "Nordexit".

## Motivos
No livro Nordeste Independente, os motivos para a separação do Nordeste são apresentados, que englobam a vontade natural do separatismo na história de outras nações, a autodeterminação do povo nordestino e o favorecimento econômico e político, combinado com a concentração de renda, das regiões Sul e Sudeste do Brasil. Além disso, é defendido que a independência do Nordeste promoveria um desenvolvimento mais rápido em seus estados.
Ribemboim afirma que o Nordeste padece pelo "neocolonialismo interno", em que os estados do Sudeste possuem maior poder econômico que os privilegiam sobre os do Nordeste, retirando destes matéria-prima e mão de obra. Em razão disso, ele acredita que a independência seria a melhor solução para a situação.